# Нематов, Ильхом Туйчиевич
Ильхом Туйчиевич Нематов (узб. Ilhom Tuychievich Nematov; род. 1 мая 1952, Наманганская область) — узбекский дипломат. Заместитель генерального секретаря СНГ с 1 января 2021 года.

## Биография

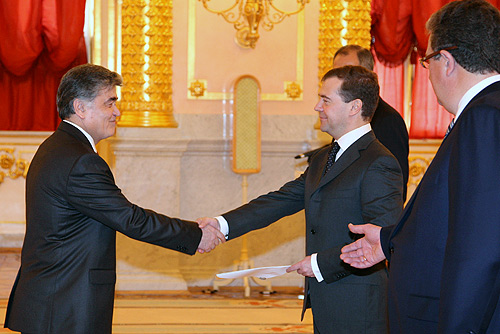
Ильхом Нематов вручает верительные грамоты президенту России Дмитрию Медведеву. Москва, 27 февраля 2009 года

Родился 1 мая 1952 года в городе Наманган Намаганской области Узбекской ССР.
В 1973 году окончил Ферганский политехнический институт по специальности «инженер-строитель». В 1992 году окончил Дипломатическую академию МИД в Москве.
С 1973 по 1974 год проходил службу в рядах Вооружённых сил Узбекистана. С 1975 по 1989 год занимал различные руководящие посты в строительных организациях, партийных и общественных органах Наманганской области, среди них директор строящихся предприятий лёгкой промышленности и управляющий строительного треста № 10 министерства строительства Узбекской ССР. В 1989—1992 годах — слушатель Дипломатической академии МИД.
С 1992 по 1993 год — заведующий отделом, начальник управления МИД Узбекистана. В 1993—1995 годах — первый секретарь Посольства Узбекистана в ФРГ. В 1995—1996 годах — заместитель начальника Консульского управления МИД Узбекистана. В 1996—1997 годах — ведущий консультант Совета национальной безопасности при президенте Республики Узбекистан.
С 1997 по 1999 год — чрезвычайный и полномочный посол Республики Узбекистан в Индии. В 1999—2000 годах — советник министра иностранных дел Узбекистана. В 2000—2005 годах — заместитель министра иностранных дел Узбекистана; национальный координатор при Шанхайской организации сотрудничества (ШОС).
С 9 февраля 2005 по 27 ноября 2008 года — первый заместитель министра иностранных дел Узбекистана по вопросам сотрудничества со странами Европы и США. С декабря 2008 по февраль 2010 года — чрезвычайный и полномочный посол Республики Узбекистан в России. С февраля 2010 по июль 2013 года — чрезвычайный и полномочный посол Республики Узбекистан в США. С 2010 по 2013 год — чрезвычайный и полномочный посол Республики Узбекистан в Бразилии и Канаде с резиденцией в Вашингтоне. С августа 2013 по июль 2014 года — посол по особым поручениям МИД Узбекистана.
В 2014—2016 годах — советник генерального директора АО «GM Uzbekistan».
С 14 сентября 2016 по ноябрь 2018 — посол по особым поручениям МИД Узбекистана. С 14 ноября 2018 года — первый заместитель министра иностранных дел Узбекистана.
С 1 января 2021 года — заместитель генерального секретаря СНГ.
Кандидат экономических наук. Помимо узбекского и русского, владеет английским и немецким языками.
Женат, имеет четверых детей.

## Награды
- Орден «Дустлик».
- Орден Дружбы (26 сентября 2024 года, Россия) — за большой вклад в укрепление и развитие дружественных отношений между странами Содружества Независимых Государств[4].